# Peruana picta
Genre
Synonymes
- Gnidiella Roewer, 1957 nec Parker, 1949

Espèce
Synonymes
- Gnidiella picta Roewer, 1957

Peruana picta, unique représentant du genre Peruana, est une espèce d'opilions laniatores de la famille des Cosmetidae.

## Distribution
Cette espèce est endémique de la région de Cajamarca au Pérou. Elle se rencontre vers San Andrés.

## Description
Le mâle holotype mesure 5 mm.

## Systématique et taxinomie
Cette espèce a été décrite sous le protonyme Gnidiella picta par Roewer en 1957. Le nom Gnidiella Roewer, 1957 étant préoccupé par Gnidiella Parker, 1949 dans les mollusques, il est remplacé par Peruana par Özdikmen en 2008. Cependant Peruana Özdikmen, 2008 est préoccupé par Peruana Koçak & Kemal, 2008 et un nouveau nom de remplacement est nécessaire.

## Publications originales
- Roewer, 1957 : « Arachnida Arthrogastra aus Peru, III. » Senckenbergiana Biologica, vol. 38, no 1/2, p. 67-94.
- Özdikmen, 2008 : « Nomenclatural changes for some preoccupied harvestman genus group names (Arachnida: Opiliones). » Turkish Journal of Arachnology, vol. 1, p. 37–43.